# Državna cesta D35
Die Državna cesta D35 (kroatisch für Nationalstraße D35) beginnt an der Anschlussstelle Sv. Križ der Autocesta A2 (Europastraße 59), die Zagreb mit dem slowenischen Maribor verbindet. Sie verläuft von dort in nordöstlicher Richtung über Novi Golubovec, wo die Državna cesta D29 einmündet, und weiter über Lepoglava und Ivanec bis zur Umgehung der Državna cesta D2 südwestlich von Varaždin.
Die Länge der Straße beträgt 46,0 km.